# Ramon-Magsaysay-Preis
Der Ramon-Magsaysay-Preis (Ramon Magsaysay Award) gilt als der „asiatische Friedensnobelpreis“ und wurde nach dem philippinischen Präsidenten Ramon Magsaysay (1907–1957) benannt.

## Kategorien der Verleihung
Bis zum Jahre 2008 wurde der Preis in folgenden Kategorien verliehen:
- Government Service (GS)
- Public Service (PS)
- Community Leadership (CL)
- Journalism, Literature, and the Creative Communication Arts (JLCCA)
- Peace and International Understanding (PIU)
- und seit 2001 auch für Emergent Leadership (EL)

Seit 2009 entfällt – mit Ausnahme von Emergent Leadership – die Kategorisierung.

## Preisträger
- 1958: Mon Lin Chiang (GS), Mary Rutnam (PS), Vinoba Bhave (CL), Robert McCulloch Dick (JLCCA), Mochtar nobis (JLCCA), Operation Brotherhood (PIU)
- 1959: Chintaman Dwarkanath Deshmukh (GS), José Vásquez Aguilar (GS), Joaquin Vilallonga (PS), Tee Tee Luce (PS), Dalai Lama (CL), Tarzie Vittachi (JLCCA), Edward Law Yone (JLCCA)
- 1960: Rahman Abdul (CL), Henry Holland (PS), Ronald Holland (PS), Y. C. James Yen (PIU)
- 1961: Raden Kodijat (GS), Nilawan Pintong (PS), Gus Borgeest (CL), Amitabha Chowdhury (JLCCA), Genevieve Caulfield (PIU)
- 1962: Francisca Aquino (GS), Horace Kadoorie (PS), Lawrence Kadoorie, Baron Kadoorie (PS), Palayil Narayanan (CL), Koesna Poeradiredja (CL), Chang Chun-ha (JLCCA), Mutter Teresa (PIU)
- 1963: Akhtar Hameed Khan (GS), Helen Kim (PS), Dara Khurody (CL), Tribhuvandas Patel (CL), Verghese Kurien (CL), U.S. Peace Corps in Asia (PIU)
- 1964: Miki Yukiharu (GS), Augustine Nguyen Hoa (PS), Pablo Tapia (CL), Richard Garrett Wilson (JLCCA), Kayser Sung (JLCCA), Welthy Fisher (PIU)
- 1965: Puey Ungphakorn (GS), Jayaprakash Narayan (PS), Lim Kim San (CL), Akira Kurosawa (JLCCA), Bayanihan Folk Arts Center and Its Supporting Entities (PIU)
- 1966: Phon Sangsingkeo (GS), Kim Yong-ki (PS), Kamaladevi Chattopadhyay (CL), Committee for Coordination of Investigations of the Lower Mekong Basin and Cooperating Entities (PIU)
- 1967: Keo Viphakone (GS), Sithiporn Kridakara (PS), Razak Abdul (CL), Satyajit Ray (JLCCA), Shiroshi Nasu (PIU)
- 1968: Li Kwoh-ting (GS), Seiichi Tobata (PS), Rosario Encarnacion (CL), Silvino Encarnacion (CL), Tôn Thất Thiện (JLCCA), Cooperative for American Relief Everywhere (CARE) (PIU)
- 1969: Hsu Shih-chu (GS), Kim Hyung-Seo (PS), Ahangamage Ariyaratne (CL), Mitoji Nishimoto (JLCCA), International Rice Research Institute (IRRI) (PIU)
- 1971: Ali Sadikin (GS), Pedro Orata (PS), M. S. Swaminathan (CL), Prayoon Chanyavongs (JLCCA), Ōkita Saburō (PIU)
- 1972: Goh Keng Swee (GS), Cecile Guidote (PS), Gilopez Kabayao (PS), Hans Westenberg (CL), Yasuji Hanamori (JLCCA)
- 1973: Balachandra Sekhar (GS), Antonio Yapsutco Fortich (PS), Benjamin Gaston (PS), Krasae Chanawongse (CL), Michiko Ishimure (JLCCA), Summer Institute of Linguistics (PIU)
- 1974: Hiroshi Kuroki (GS), M. S. Subbulakshmi (PS), Ichikawa Fusae (CL), Zacarias Sarian (JLCCA), William Masterson (PIU)
- 1975: Mohamed Suffian (GS), Phra Parnchand (PS), Lee Tai-young (CL), Boobli George Verghese (JLCCA), Patrick James McGlinchey (PIU)
- 1976: Elsie Tu (GS), Hermenegild Fernandez (PS), Toshikazu Wakatsuki (CL), Sombhu Mitra (JLCCA), Henning Holck-Larsen (PIU)
- 1977: Benjamin Galstaun (GS), Fe Del Mundo (PS), Ela Bhatt (CL), Mahesh Chandra Regmi (JLCCA), College of Agriculture, University of the Philippines at Los Banos (UPLB) (PIU)
- 1978: Shahrum bin Yub (GS), Prateep Ungsongtham Hata (PS), Tahrunnesa Abdullah (CL), Yoon Suk-joong (JLCCA), Soedjatmoko (PIU)
- 1979: Raden Wasito (GS), Chang Kee-ryo (PS), Mabelle Arole (CL), Rajanikant Arole (CL), Lokukargkanan Manjusri (JLCCA), ASEAN (PIU)
- 1980: Muhammad Alias (GS), Ohm Dae-sup (PS), Fazle Abed (CL), F. Sionil José (JLCCA), Shigeharu Matsumoto (PIU)
- 1981: Prawase Wasi (GS), Johanna Nasution (PS), Pramod Karan Sethi (CL), Gour Kishore Ghosh (JLCCA), Augustine Joung Kang (PIU)
- 1982: Arturo Alcaraz (GS), Manibhai Desai (PS), Chandi Prasad Bhatt (CL), Arun Shourie (JLCCA)
- 1983: Su Nan-cheng (GS), Fua Hariphitak (PS), Anton Soedjarwo (CL), Marcelline Jayakody (JLCCA), Aloysius Schwartz (PIU)
- 1984: Wu Ta-you (GS), Thongbai Thongpao (PS), Muhammad Yunus (CL), R. K. Laxman (JLCCA), Jiro Kawakita (PIU)
- 1985: Tan Sri Noordin (GS), Murlidhar Devidas Amte (PS), Zafrullah Chowdhury (CL), Lino Brocka (JLCCA), Harold Ray Watson (PIU)
- 1986: Aloysius Mboi (GS), Nafsiah Mboi (GS), Abdul Sattar Edhi (PS), Bilqis Edhi (PS), John Vincent Daly (CL), Paul Jeong Gu Jei (CL), Radio Veritas (JLCCA), International Institute of Rural Reconstruction (IIRR) (PIU)
- 1987: Haji Hanafiah (GS), Hans Jassin (PS), Aree Valyasevi (CL), Diane Ying (JLCCA), Richard William Timm (PIU)
- 1988: Miriam Defensor Santiago (GS), Masanobu Fukuoka (PS), Mohammad Yeasin (CL), Veditantirige Sarachchandra (JLCCA), The Royal Project (PIU)
- 1989: Zakiah Hanum (GS), Lakshmi Chand Jain (PS), Kim Im-Soon (CL), James Reuter (JLCCA), Asian Institute of Technology (PIU)
- 1991: Alfredo Bengzon (GS), Prinzessin Maha Chakri Sirindhorn (PS), Cheng Yen (CL) K. V. Subbanna (JLCCA), Press Foundation of Asia (PIU)
- 1992: Chamlong Srimuang (GS), Angel Alcala (PS), Shoaib Sultan Khan (CL), Ravi Shankar (JLCCA), Washington SyCip (PIU)
- 1993: Vo-Tong Xuan (GS), Banoo Jehangir Coyaji (PS), Abdurrahman Wahid (CL), Bienvenido Lumbera (JLCCA), Noboru Iwamura (PIU)
- 1994: Kiran Bedi (GS), Mechai Viravaidya (PS), Sima Samar (CL), Fei Xiaotong (CL), Abdul Ismail (JLCCA), Eduardo Jorge Anzorena (PIU)
- 1995: Morihiku Hiramatsu (GS), Asma Jilani Jahangir (PS), Ho Ming-Teh (CL), Pramoedya Toer (JLCCA), Asian Institute of Management (PIU)
- 1996: T. N. Seshan (GS), John Woong-Jin Oh (PS), Pandurang Athavale (CL), Nick Joaquin (JLCCA), Toshihiro Takami (PIU)
- 1997: Anand Panyarachun (GS), Mahesh Chander Mehta (PS), Eva Fidela Maamo (CL), Mahasweta Devi (JLCCA), Sadako Ogata (PIU)
- 1998: Syed Adibul Rizvi (GS), Sophon Suphapong (PS), Nuon Phaly (CL), Ying Ruocheng (JLCCA), Corazon Aquino (PIU)
- 1999: Tasneem Ahmed Siddiqui (GS), Rosa Rosal (PS), Angela Gomes (CL), Raul Locsin (JLCCA), Lin Hwai-min (JLCCA)
- 2000: Jesse Robredo (GS), Liang Congjie (PS), Aruna Roy (CL), Atmakusumah Astraatmadja (JLCCA), Jockin Arputham (PIU)
- 2001: Yuan Longping (GS), Wu Qing (PS), Rajendra Singh (CL), Wannakuwatta Amaradeva (JLCCA), Ikuo Hirayama (PIU), Oung Chantol (EL), Dita Sari (EL)
- 2002: Hilario Davide junior (GS), Ruth Pfau (PS), Cynthia Maung (CL), Bharat Koirala (JLCCA), Pomnyun Sunim (PIU), Sandeep Pandey (EL)
- 2003: James Michael Lyngdoh (GS), Gao Yaojie (PS), Shantha Sinha (CL), Sheila Coronel (JLCCA), Tetsu Nakamura (PIU), Seiei Toyama (PIU), Aniceto Guterres Lopes (EL)
- 2004: Haydee Yorac (GS), Jiang Yanyong (PS), Prayong Ronnarong (CL), Abdullah Abu Sayeed (JLCCA), L. Ramdas (PIU), Ibn Abdur Rehman (PIU), Benjamin Abadiano (EL)
- 2005: Jon Ungphakorn (GS), Teten Masduki (PS), V. Shanta (PS), Sombath Somphone (CL), Matiur Rahman (JLCCA), Yoon Hye-Ran (EL)
- 2006: Ek Sonn Chan (GS), Park Won-soon (PS), Gawad Kalinga Community Development Foundation (CL), Antonio Meloto (CL), Eugenia Duran Apostol (JLCCA), Sanduk Ruit (PIU), Arvind Kejriwal (EL)
- 2007: Jovito Salonga (GS), Kim Sun-Tae (PS), Mahabir Pun (CL), P. Sainath (JLCCA), Tang Xiyang (PIU), Chen Guangcheng (EL), Chung To (EL)
- 2008: Grace Padaca (GS), Center for Agriculture and Rural Development Mutually Reinforcing Institutions (PS), Therdchai Jivacate (PS), Mandakini Amte (CL), Prakash Amte (CL), Akio Ishii (JLCCA), Ahmad Maarif (PIU), Ananda Galappatti (EL)
- 2009: Ka Hsaw Wa, Deep Joshi, Krisana Kraisintu, Yu Xiaogang, Ma Jun, Antonio A. Oposa Jr.
- 2010: Tadatoshi Akiba, Christopher Bernido, Maria Victoria Carpio-Bernido, Huo Daishan, A. H. M. Noman Khan, Pan Yue, Fu Qiping
- 2011: Nileema Mishra, Harish Hande, Koul Panha, Hasanain Juaini, Tri Mumpuni
- 2012: Chen Shu-Jiu, Romulo Davide, Kulandei Francis, Syeda Rizwana Hasan, Yang Saing Koma, Ambrosius Ruwindrijarto
- 2013: Ernesto Domingo, Seng Raw Lahpai, Habiba Sarabi, Samuha Shakti, Komisi Pemberantasan Korupsi
- 2014: Saur Marlina Manurung, Randy Halasan, Hu Shuli, Omara Khan Masoudi, Wang Canfa, The Citizens Foundation of Pakistan
- 2015: Sanjiv Chaturvedi, Kommaly Chanthavong, Ligaya Fernando, Anshu Gupta, Kyaw Thu
- 2016: Conchita Carpio Morales, Dompet Dhuafa, Japan Overseas Cooperation Volunteers, Thodur Madabusi Krishna, Vientiane Rescue, Bezwada Wilson
- 2017: Gethsie Shanmagam, Yoshiaki Ishizawa, Lilia de Lima, Abdon Nababan, Tony Tay, Philippine Educational Theater Association
- 2018: Youk Chhang, Maria de Lourdes Martins Cruz, Howard Dee, Bharat Vatwani, Vo Thi Hoang Yen, Sonam Wangchuk
- 2019: Raymundo Pujante Cayabyab, Jong-ki Kim, Ravish Kumar, Angkhana Neelapaijit, Ko Swe Win
- 2020: nicht vergeben
- 2021: Muhammad Amjad Sagib, Firdansi Qadri, Steven Muncy, Watchdoc Media Mandiri, Roberto Ballon
- 2022: Sotheara Chhim, Tadashi Hattori, Bernadette J. Madrid, Gary Bencheghib
- 2023: Korvi Rakshand, Eugenio Lemos, Miriam Coronel-Ferrer, R. Ravi Kannan
- 2024: Karma Phuntsho, Miyazaki Hayao, Rural Doctors Movement, Nguyen Thi Ngoc Phuong, Farwiza Farhan